# Zamayón
Zamayón est une commune de la province de Salamanque dans la communauté autonome de Castille-et-León en Espagne.

## Les Hospitaliers
Zamayón fut à partir du XIIIe siècle une commanderie de l'ordre de Saint-Jean de Jérusalem regroupant Casasola (es), La Izcalina, Valdelosa et Zamocino.